# ハルビン経済放送
ハルビン経済放送は、ハルビン広播電視台の放送である。1992年10月1日放送開始。全日24小時放送。

## 周波数
| ハルビン市 | 双城区 | 87.6MHz  |
| ハルビン市 | 阿城区 | 972kHz   |
| ハルビン市 | 方正県 | 91.4MHz  |
| ハルビン市 | 巴彦県 | 100.4MHz |